# Handschuhfach

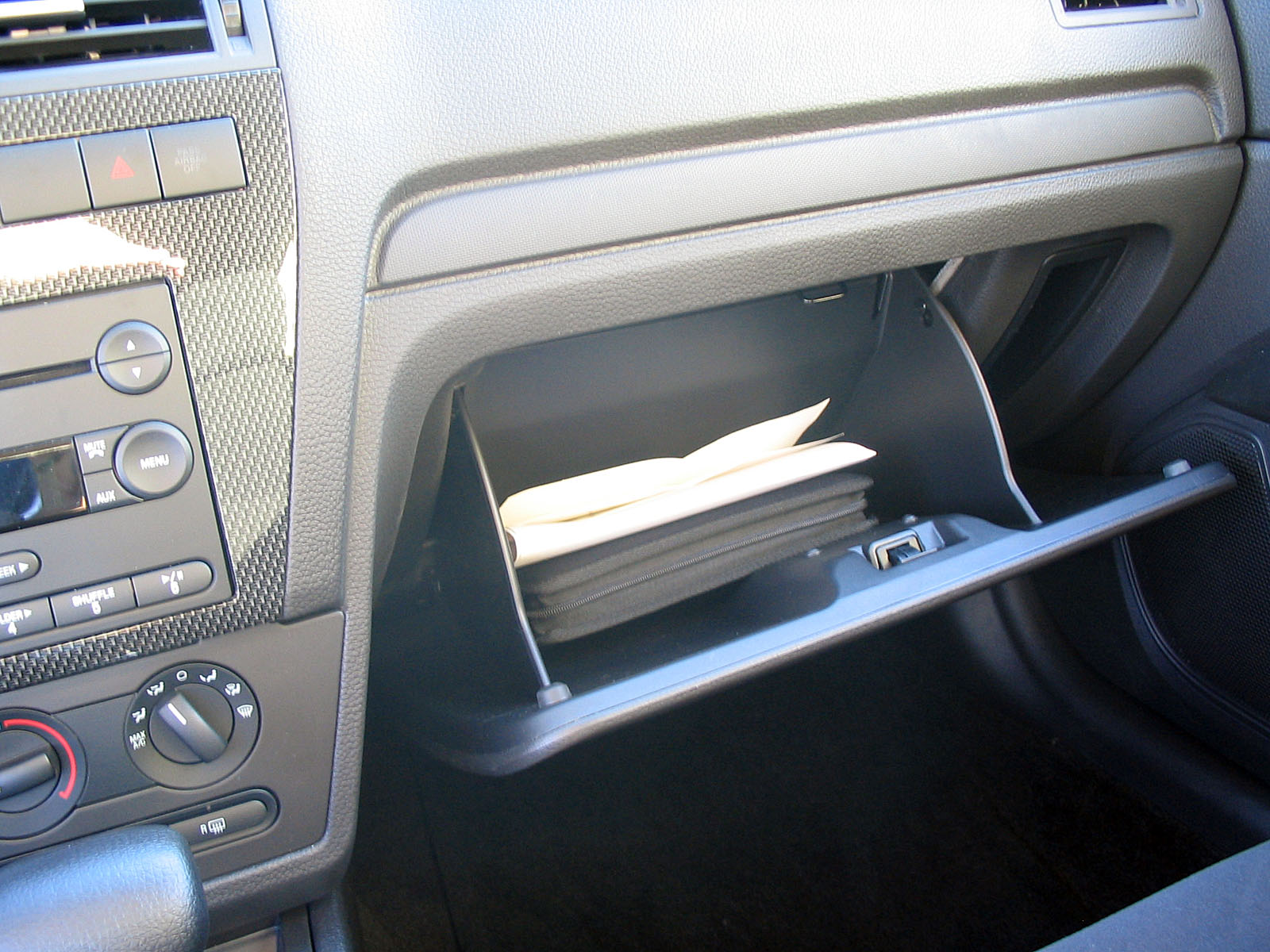
Geöffnetes Handschuhfach in einem Ford Fusion

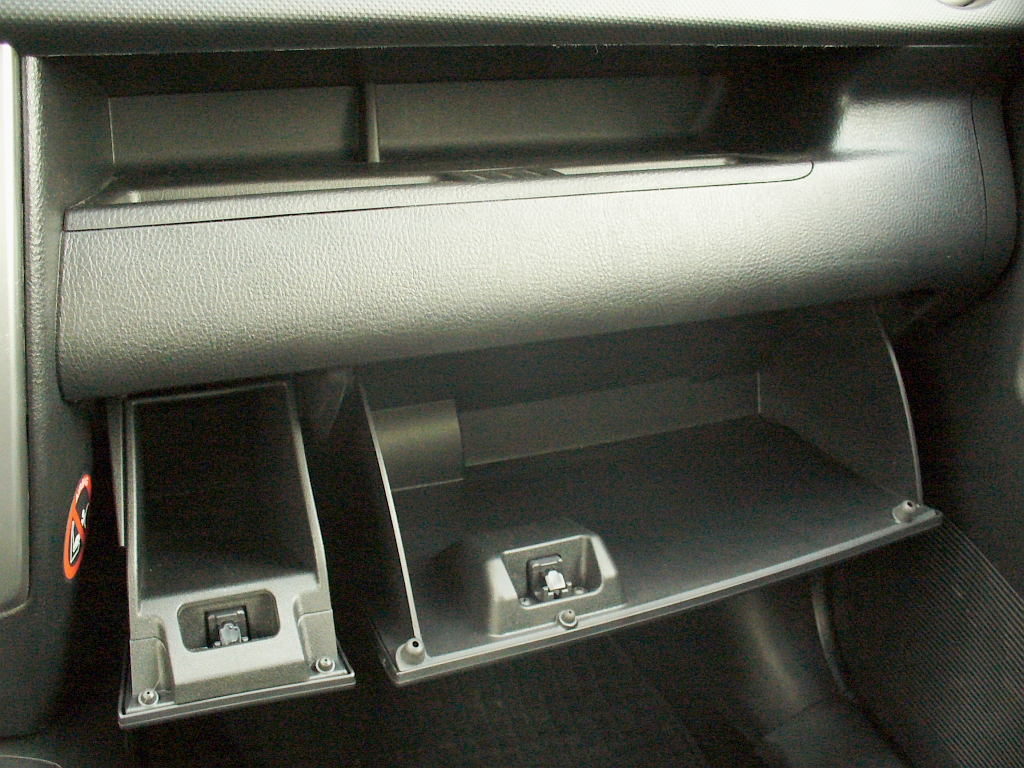
Mehrteiliges Handschuhfach eines Mazda2 mit oberem, offenem Teil

Ein Handschuhfach ist eine Ablage in einem Personen- oder Lastkraftwagen. 
Es befindet sich meistens über dem Fußraum des Beifahrers, integriert in das Armaturenbrett. Bei den meisten Modellen ist es durch eine Klappe verschlossen, die teilweise zusätzlich mit dem Fahrzeugschlüssel abgeschlossen werden kann. In Kleintransportern sind aber auch offene Modelle üblich. 
Häufig sind in die Innenseite der Klappe Stift- und Becherhalter integriert, bei modernen Fahrzeugen mit Klimaanlage besteht oft die Möglichkeit, kalte Luft in das Handschuhfach einströmen zu lassen, um Lebensmittel darin zu kühlen.
Die Bezeichnung Handschuhfach rührt daher, dass in frühen Automobilen (oft ohne festes Dach und Heizung) Handschuhe ein wichtiger Ausrüstungsgegenstand für Autofahrer waren, um die Hände vor kalter Zugluft zu schützen – ähnlich wie heute noch bei Motorradfahrern – und die Kfz-Hersteller daher eine Aufbewahrungsmöglichkeit für Handschuhe im Auto erdachten.